# Simulium pathrushevae
Simulium pathrushevae är en tvåvingeart som först beskrevs av Boldarueva 1979.  Simulium pathrushevae ingår i släktet Simulium och familjen knott. Inga underarter finns listade i Catalogue of Life.